# Apango de Zaragoza
Apango de Zaragoza är en ort i Mexiko.   Den ligger i kommunen Acajete och delstaten Puebla, i den sydöstra delen av landet, 130 km öster om huvudstaden Mexico City. Apango de Zaragoza ligger 2 353 meter över havet och antalet invånare är 2 500.
Terrängen runt Apango de Zaragoza är kuperad åt nordost, men åt sydväst är den platt. Runt Apango de Zaragoza är det tätbefolkat, med 266 invånare per kvadratkilometer. Närmaste större samhälle är Amozoc de Mota, 11,3 km väster om Apango de Zaragoza. Trakten runt Apango de Zaragoza består till största delen av jordbruksmark.